# Caconemobius albus
Caconemobius albus är en insektsart som beskrevs av Otte, D. 1994. Caconemobius albus ingår i släktet Caconemobius och familjen syrsor. Inga underarter finns listade i Catalogue of Life.